# Воинджама
Воинджама (англ. Voinjama) — город в Либерии.

## География
Расположен на крайнем севере страны, на границе с Гвинеей. Административный центр графства Лофа. Абсолютная высота — 548 метров над уровнем моря.

## Инфраструктура
В городе имеется мечеть и католическая церковь. Воинджама сильно пострадал в ходе либерийской гражданской войны, инфраструктура города была почти полностью уничтожена; ведутся восстановительные работы.

## Население
По данным на 2013 год численность населения составляет 27 503 человека.
Динамика численности населения города по годам:
| 2008   | 2013   |
| ------ | ------ |
| 26 594 | 27 503 |